# Bartolomeo Coriolano
Bartolomeo Coriolano (Bologna, 1590 o 1599 – 1676) è stato un incisore italiano  del barocco.

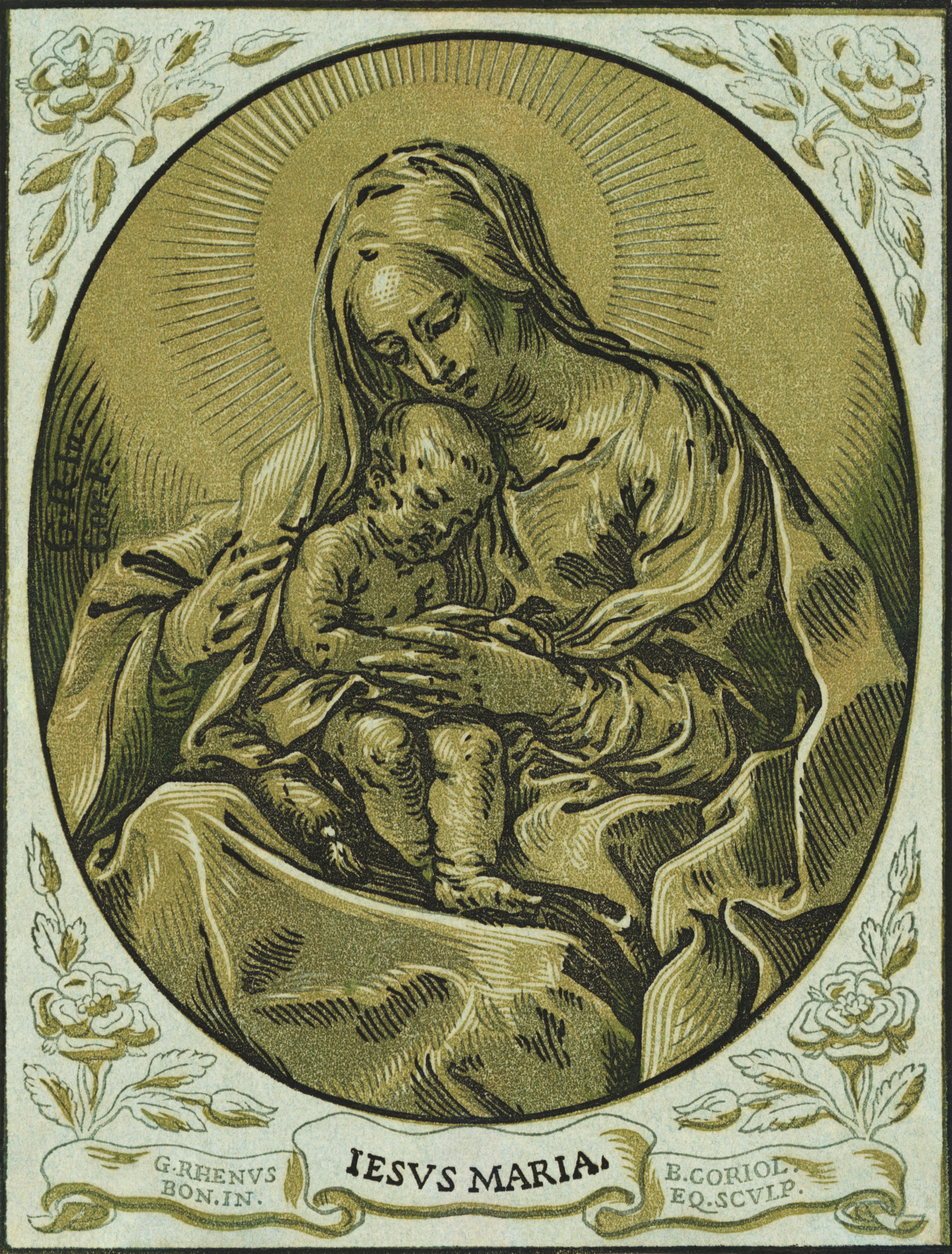
Chiaroscuro in legno della Vergine e il Bambino di Bartolomeo Coriolano, (1630-1655) restaurato digitalmente.

Suo padre Cristoforo Coriolano e suo fratello Giovanni Battista Coriolano furono anch'essi incisori di legno, anche se c'è qualche dubbio sulla parentela tra Cristofaro e Bartolomeo Coriolano. Bartolomeo ebbe una figlia, Teresa Maria Coriolano, che divenne poi pittrice e incisore.
Coriolano fu allievo del pittore Guido Reni e modellò molte delle sue xilografie sulle opere del suo maestro, come era comune all'epoca. Coriolano fu uno stampatore tradizionale di xilografie che seguì lo stile tedesco di stampa. Fu popolare e di successo, anche se non fu un innovatore nella tecnica della stampa xilografica. Per i suoi meriti papa Urbano VII lo insignì dell'insegna di cavaliere dell'Ordine dello Speron d'Oro e gli assicurò una pensione. Le opere di Bartolomeo Coriolano sono tra le più celebri di quelle prodotte dalla famiglia Coriolano.

## Biografia
Coriolano nacque a Bologna nel 1590 o nel 1599, da Cristoforo Coriolano. Egli, come il fratello Giambattista (nato nel 1595 o nel 1589) divenne incisore di legno come suo padre. Originario di Norimberga, il loro padre si era trasferito a Venezia e cambiato il cognome in Lederer morendo a Venezia nel 1600. Data la distanza del primo lavoro di Coriolano, 1627, e la morte del padre, la parentela di padre e figlio è stata messa in discussione. A questo si aggiunga la carriera di suo padre con Giorgio Vasari nel 1568, facendo di suo padre un uomo molto anziano quando sarebbe nato Bartolomeo.
Fu allievo del padre all'Accademia degli Incamminati a Bologna. Divenne poi allievo di Reni, nella cui bottega imparò l'arte dell'incisione del legno. Dopo la morte dell'incisore Andrea Andreani, Coriolano prese il suo posto. Lavorò a Bologna dal 1630 al 1647, e sviluppo le sue opere su disegni di Reni e Guercino.
Il suo successo nell'imitazione di Reni lo pose all'attenzione di papa Urbano VIII. Egli dedicò una serie di incisioni da Carracci, Reni ed altri pittori ad Urbano VIII, stampando per il papa una Madonna; il papa gli garantì un vitalizio e lo nominò cavaliere di Loreto. Da quel momento si auto nominò Romanus Eques, "cavaliere romano", riferendosi al suo cavalierato. Coriolano ebbe una figlia, Teresa Maria Coriolano, che si dedicò anche lei alla pittura e all'incisione.

## Opere
Le sue opere sono le più pregiate di quelle degli altri membri della famiglia Coriolano e vanno dal 1627 al 1647. Egli, così come il fratello, fu un chiaroscurista che usò due blocchi per la stampa alla maniera tedesca. Il suo stile era vicino all'uso tedesco del nero per i contorni e del marrone per le tinte. Egli normalmente fece uso di due blocchi per le sue incisioni; su uno incideva il contorno e le ombre scure, come i tratteggi di una penna, e sull'altrole mezze-tinte, o "mezzitoni". Le incisioni di Coriolano ottennero grandi riconoscimenti, anche se la tecnica da lui utilizzata non apportò alcuna innovazione.
Molti artisti dell'epoca di Coriolano si ispirarono ad aspetti delle opere di Reni, al suo stile e ai suoi disegni, nel produrre le proprie opere. Coriolano, in particolare, basò molti dei suoi disegni di incisioni su legno sulle opere di Reni. Un esempio di questo è il suo Salomè con la testa del Battista (1631). Fra le sue opere più note si ricordano San Gerolamo in meditazione prima della crocefissione, Erodiade con la testa del Battista e La Vergine con il Bambino dormiente. Altre suo opere importanti sono La caduta dei Giganti (1638), quattro tavole 77x55 cm., Le quattro Sibille, Pace e abbondanza (1642) e Le sette età.